# Малі Нестановичі
Малі Нестановичі — (біл. вёска Малые Нестановічы), село (веска) в складі Логойського району розташоване в Мінській області Білорусі, адміністративний центр Нестановицької сільської ради.
Село Малі Нестановичі розташоване в центральних районах Білорусі, у північній частині Мінської області - орієнтовне розташування [Архівовано 11 червня 2020 у Wayback Machine.].